# 1934 في النرويج
فيما يلي قوائم الأحداث التي وقعت خلال عام 1934 في النرويج.

## سياسة

### تعيين في المنصب
- 3 نوفمبر – غونار يان Minister of Finance of Norway ‏.

## مواليد

### سبتمبر
- 28 سبتمبر – رولف آموت

### أكتوبر
- 12 أكتوبر – لوسي سميث

## وفيات

### أبريل
- 21 أبريل – كارستن بورشغرفنك (مواليد 1864) مستكشف نرويجي.

### ديسمبر
- 12 ديسمبر – ثورليف هوغ (مواليد 1894)